# Stipa brachyptera
Stipa brachyptera là một loài thực vật có hoa trong họ Hòa thảo. Loài này được Klokov miêu tả khoa học đầu tiên năm 1976.